# Tosunlar, Sarayköy
Tosunlar là một thị trấn thuộc huyện Sarayköy, tỉnh Denizli, Thổ Nhĩ Kỳ. Dân số thời điểm năm 2010 là 851 người.